# 오이 (기업)
오이(포르투갈어: Oi)는 브라질의 통신 기업이다.